# Hermann Schild
Pour les articles homonymes, voir Schild.
Hermann Schild (né le 16 février 1913 et mort le 9 avril 2006 à Munich) est un coureur cycliste allemand. Professionnel de 1937 à 1957, il a notamment été champion d'Allemagne sur route en 1954 et vainqueur du Tour d'Allemagne en 1938.

## Palmarès
- 1935
  - 3e du championnat d'Allemagne sur route amateur
- 1937
  - 11e étape du Tour d'Allemagne
- 1938
  - Tour d'Allemagne :
    - Classement général
    - 2e et 11e étapes
- 1939
  - 9e, 12e, 14e et 20e étapes du Tour d'Allemagne
- 1947
  - Berlin-Cottbus-Berlin
- 1951
  - 2e étape du Tour d'Allemagne
- 1952
  - 8e étape du Tour d'Allemagne
- 1954
  -  Champion d'Allemagne sur route
- 1955
  - 3e du championnat d'Allemagne sur route